# Клеопатра (роман)
«Клеопатра» (англ. Cleopatra) — роман, написанный Генри Райдером Хаггардом. Впервые опубликован в 1889 году.

## Сюжет
Действие происходит в древнем Египте, во времена правления Птолемеев и вращается вокруг выжившего потомка династии, находящегося под покровительством богини Изиды.
Повествование ведется от лица царственного египтянина, наследственного жреца — Гармахиса, сына великого жреца храма Сети — Аменемхета.
Роман повествует о заговоре верховных жрецов, решивших сбросить с трона ненавистную царицу Клеопатру, которая отдала Египет во власть Рима.
История начинается с того, что умирающая мать главного героя Гармахиса, осененная даром богов, пророчествовала над колыбелью сына:
« Приветствую тебя, плод моего чрева! Приветствую тебя, царственное дитя! Приветствую тебя, будущий фараон! Священное семя Нектанеба, ведущее род свой от Изиды, чрез тебя Бог очистит страну! Береги свою чистоту и будешь возвеличен и освободишь Египет! Но если в тяжкий час испытания ты не выдержишь и изменишь, да падет на тебя проклятие всех богов Египта, проклятие твоих царственных предков, которые правили Египтом со времен Хора. Тогда ты будешь несчастнейшим из людей! Тогда после смерти Осирис отвергнет тебя и судьи Аменти пусть свидетельствуют против тебя. Сет и Сехмет будут мучить тебя, пока не искупишь ты грех свой, пока боги Египта, названные чужими именами, не будут снова восстановлены в храмах Египта…»
Сразу после пророчества мать царственного Гармахиса умирает.
Маленького Гармахиса начинают готовить к великой судьбе фараона...
Историю жизни, тесно переплетённую с судьбой Клеопатры — своего падения, позора и мести за них —  Гармахис записал на трёх свитках папируса, которые якобы были найдены при раскопках гробницы в ливийской пустыне за абидосским храмом другом автора романа. Их удалось прочитать и опубликовать c помощью египтолога, умевшего разбирать как иероглифическое, так и демотическое письмо.
Свитки будто бы не полностью сохранились, — в них встречаются лакуны, — поэтому  повествование иногда обрывается, что придаёт роману дополнительную напряжённость.